# 倩影刺客
《倩影刺客》（英語：Æon Flux）是一部2005年美國科幻動作片，改編自1991-1995年在MTV上播出彼得·鐘所創作之同名動作電視動畫。莎莉·賽隆主演未來世界的刺客伊恩·芙拉斯（Æon Flux），在執行領袖暗殺任務的同時發現驚人的秘密。電影於2005年12月2日美國上映，口碑票房雙敗。

## 演員
- 莎莉·賽隆飾演伊恩·芙拉斯（Æon Flux）
- 馬頓·索柯斯飾演崔佛·古德契（英语：Trevor Goodchild）
- 強尼·李·米勒飾演奧倫·古德契（Oren Goodchild）
- 蘇菲·歐克妮多飾演西坦德拉（Sithandra）
- 彼得·普斯特李威飾演守門人（Keeper）
- 艾蜜莉亞·華納飾演尤娜·芙拉斯（Una Flux）
- 凱洛琳·綺克茜（英语：Caroline Chikezie）飾演芙蕾雅（Freya）
- 派特森·約瑟夫（英语：Paterson Joseph）飾演吉魯（Giroux）
- 法蘭西絲·麥朵曼飾演處理者（Handler）

此外，尼可萊·金斯基和央宗·布勞恩分別飾演克勞迪斯（Claudius）及伊納莉（Inari）。

## 外部連結
- 官方网站
- 互联网电影数据库（IMDb）上《倩影刺客》的资料（英文）
- Box Office Mojo上《倩影刺客》的資料（英文）
- 爛番茄上《倩影刺客》的資料（英文）
- Metacritic上《倩影刺客》的資料（英文）